# ناحية عين حلاقيم
ناحية عين حلاقيم إحدى نواحي سوريا تتبع إداريّاً لمحافظة حماة منطقة مصياف ومركزها بلدة عين حلاقيم، بلغ تعداد سكان الناحية 16,502 نسمة حسب التعداد السكاني لعام 2004.

## بلدات وقرى ناحية عين حلاقيم
أق دوكار، عاشق عمر، بعمرة، برشين، بيت ناطر، الدليبة، عين الشمس، عين حلاقيم، قلعة عليان، حرمل، حكر بيت عتق، كهف الحبش، خربة حزور، المجوي، المشرفة، تين السبيل، بيت عتق.